# Коземанс, Александер
Александер Коземанс (нидерл. Alexander Coosemans; 1627, Антверпен — 1689, Антверпен) — южно-нидерландский (фламандский) живописец, мастер натюрмортов в стиле фламандского барокко. Писал композиции с цветами и плодами, а также натюрморты в жанре «vanitas» и типично фламандские «показные натюрморты» (pronkstillevens).

## Биография
О жизни Коземанса известно очень мало. Он родился в Антверпене, где и крестился 18 марта 1627 года. Его отец был плотником из Брюсселя, который в 1617 году поселился в Антверпене. Мать — Гертруда Бек. Отец начал успешно торговать тканями и мог позволить себе отдать сына хорошему учителю.
В 1641 году Коземанс стал учеником Яна Давидса де Хема, ведущего живописца натюрмортов в Нидерландах. В 1645 году он стал мастером антверпенской Гильдии Святого Луки.
Между 1649 и 1651 годами Коземанс был в Италии, работал по заказам семьи Дориа-Памфили-Ланди и, как сообщается, писал натюрморты с фруктами и цветами для декоративных панно на Вилле дель Принчипе (виллы Андреа Дориа, или Палаццо-ди-Андреа Дориа в Фассоло), а также в Генуе и Палаццо Дориа Памфили в Риме.
Коземанс вернулся в Антверпен в 1651 году. Он оставался холостяком и, как полагают, проживал в Антверпене до своей смерти 28 октября 1689 года.

## Творчество
Александер Коземанс писал в основном цветы, фрукты и неодушевленные предметы. Он также писал натюрморты в жанрах «vanitas» , или «показные натюрморты» (pronkstillevens), имеющие морализаторский подтекст. Единственная датированная работа — «Натюрморт с фруктами и попугаем», написанная по мотивам такого же натюрморта Давида де Хема. Его натюрморты, как правило, более разнообразны, чем у его учителя. Он также предпочитал светотеневые эффекты. Очевидно, что на его индивидуaльный стиль оказало влияние его пребывание в Италии.
Как это было принято в Антверпене XVII века, Коземанс сотрудничал с другими художниками, в особенности над так называемыми «картинами-гирляндами» (нидерл. bloemenslingerschilderijen). Картины с гирляндами — это тип натюрморта, изобретённый в Антверпене, первым практиком которого был Ян Брейгель Старший. На этих картинах обычно изображена цветочная гирлянда вокруг религиозного изображения или портрета. Картины с гирляндами обычно представляли собой результат сотрудничества мастеров натюрморта и «художника-фигуриста».

## Галерея

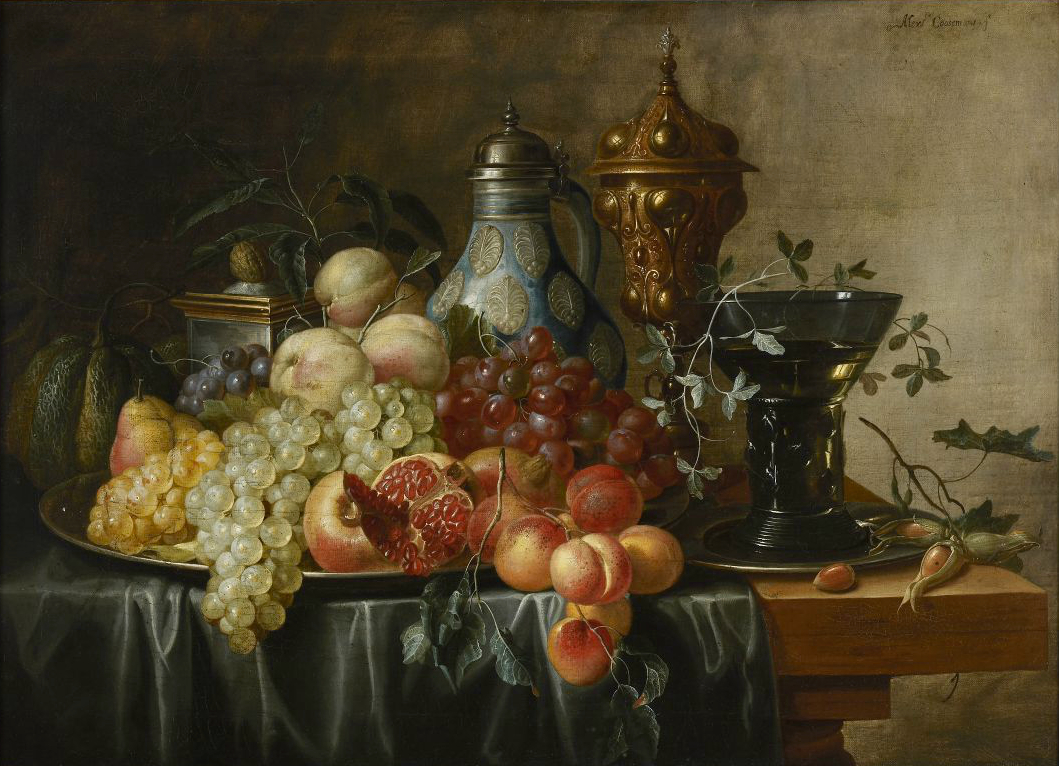
Натюрморт с фруктами. Между 1650 и 1699. Холст, масло. Музей Майера ван ден Берга, Антверпен
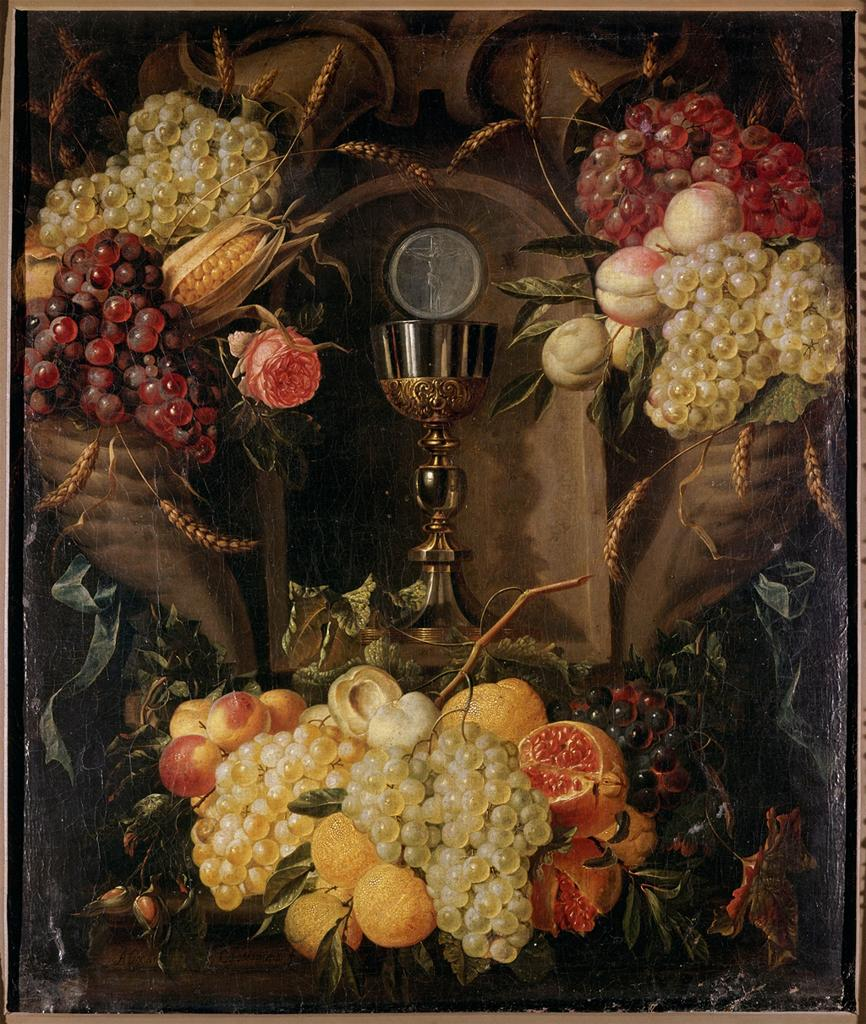
Aллегория Евхаристии. Между 1641 и 1689. Холст, масло. Музей де Тессе, Ле-Ман, Франция
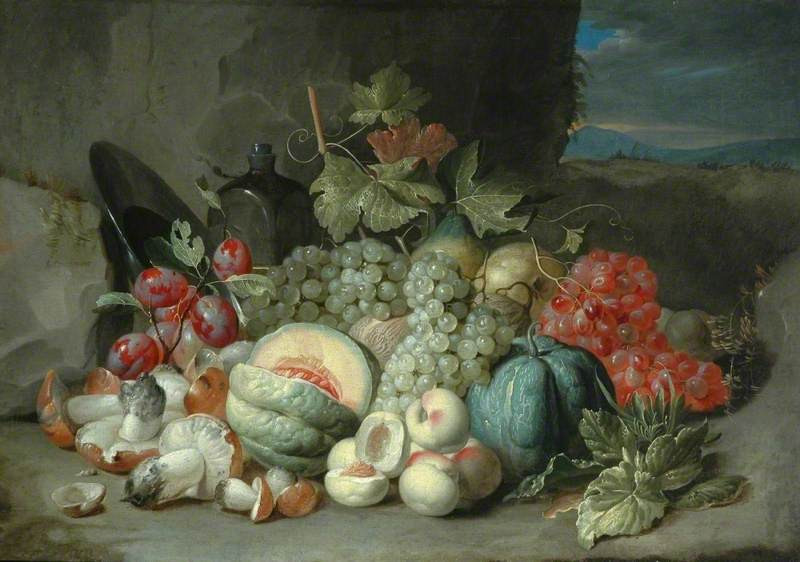
Стол фруктов. Между 1651 и 1689. Холст, масло. Музей Боуз, Англия
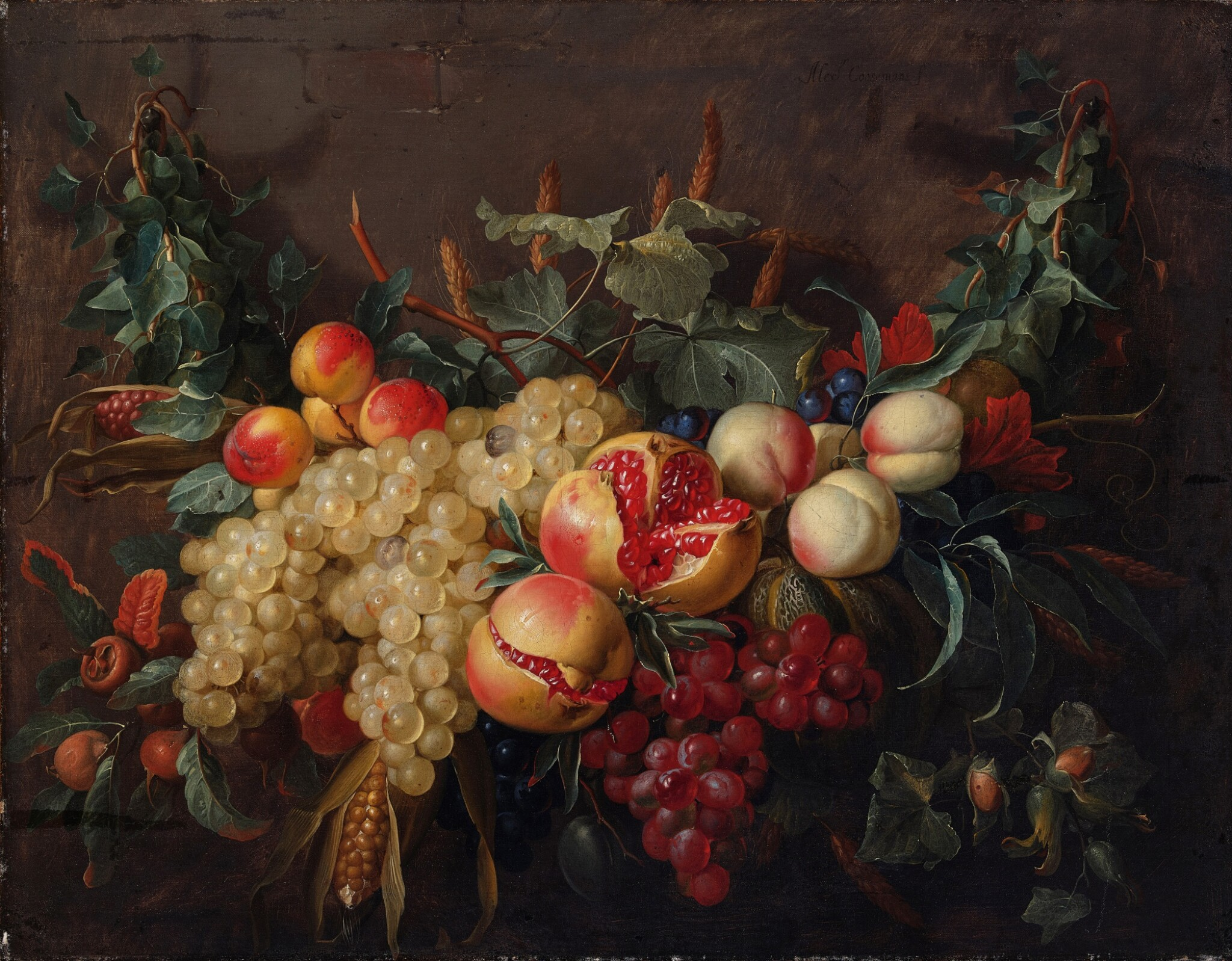
Натюрморт с букетом гранатов, персиков, винограда, кукурузы, различных фруктов и орехов. Холст, масло. Частное собрание (?)
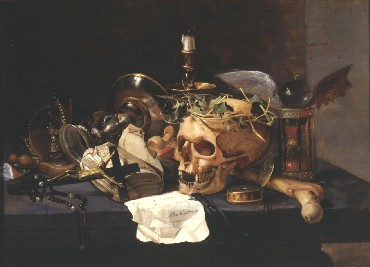
Ванитас. Между 1641 и 1689. Холст, масло. Королевские музеи изящных искусств, Брюссель
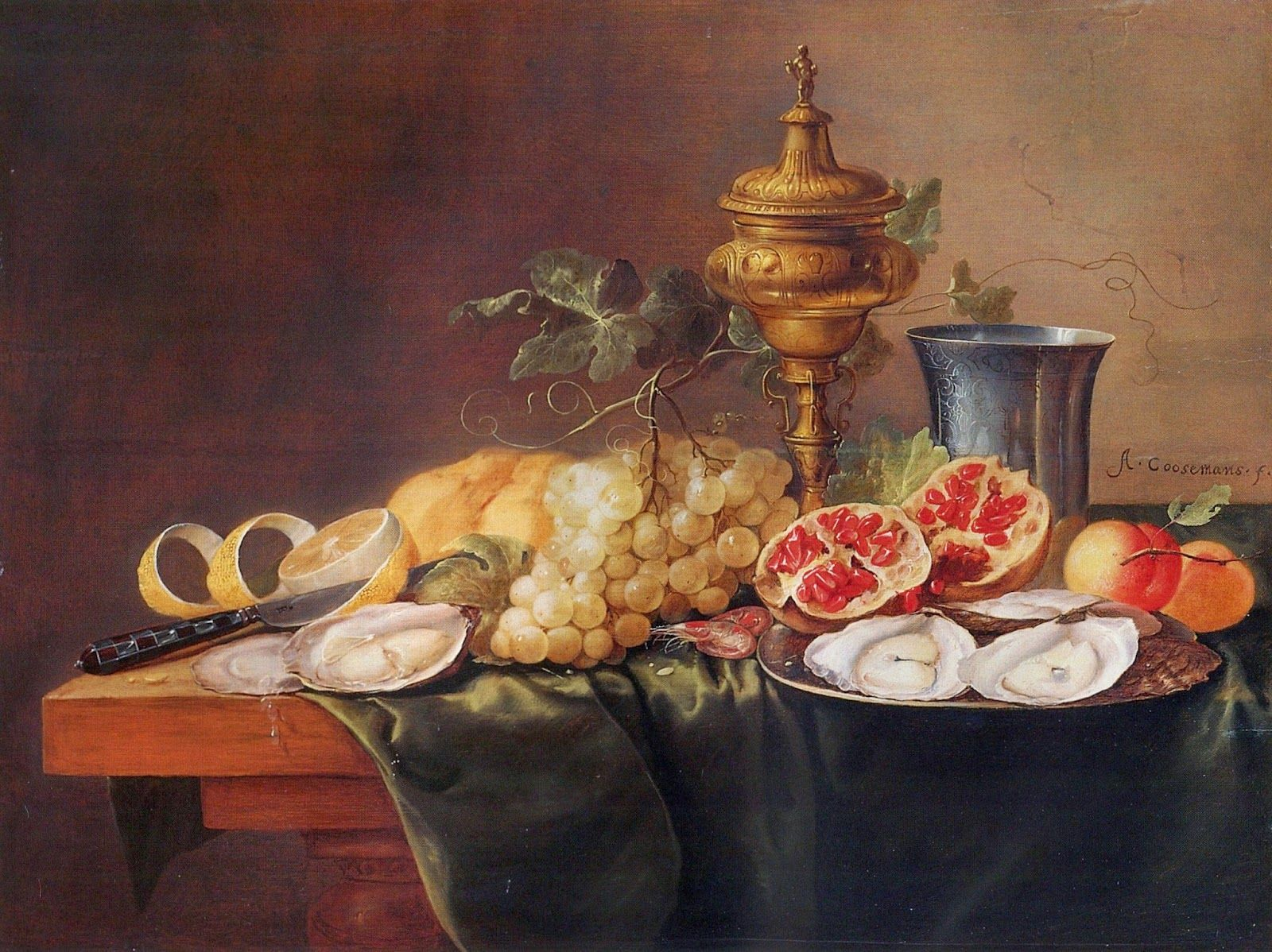
Натюрморт с устрицами и фруктами. Ок. 1650. Дерево, масло. Галерея Мюлленмайстер, Золингер, Германия